# جیل واتسون
جیل واتسون (انگلیسی: Jill Watson؛ زادهٔ ۲۹ مارس ۱۹۶۳) اسکیت‌باز نمایشی اهل ایالات متحده آمریکا است.